# Группиони, Марио
Марио Группиони (итал. Mario Gruppioni; 13 сентября 1901, Перичето, Болонья, Италия — 19 января 1939, Болонья, Италия) — итальянский борец греко-римского стиля, бронзовый призёр Олимпийских игр, бронзовый призёр чемпионата Европы, пятикратный чемпион Италии (в среднем весе 1925, 1928, в полутяжёлом весе 1929—1931)  

## Биография
В 1925 году завоевал бронзовую медаль чемпионата Европы в среднем весе, на чемпионатах 1929 и 1931 годов оставался пятым. 
На Летних Олимпийских играх 1932 года в Лос-Анджелесе боролся в весовой категории до 87 килограммов (полутяжёлый вес). По регламенту турнира борец получал в схватках штрафные баллы. Набравший 5 штрафных баллов спортсмен выбывал из турнира. В полутяжёлом весе борьбу вели всего три борца.
Марио Группиони чисто проиграл обе свои встречи с соперниками, но тем не менее, получил бронзовую медаль Олимпийских игр. 
| Выступление на Олимпийских играх 1932 года | Выступление на Олимпийских играх 1932 года | Выступление на Олимпийских играх 1932 года | Выступление на Олимпийских играх 1932 года | Выступление на Олимпийских играх 1932 года | Выступление на Олимпийских играх 1932 года | Выступление на Олимпийских играх 1932 года |
| Круг                                       | Соперник                                   | Страна                                     | Результат                                  | Баллы                                      | Всего баллов                               | Время схватки                              |
| ------------------------------------------ | ------------------------------------------ | ------------------------------------------ | ------------------------------------------ | ------------------------------------------ | ------------------------------------------ | ------------------------------------------ |
| 1                                          |                                            |                                            |                                            |                                            |                                            |                                            |
| 2                                          | Онни Пеллинен                              | Финляндия                                  | Поражение Туше                             | -3                                         | -3                                         | 14:31                                      |
| 3                                          | Рудольф Свенссон                           | Швеция                                     | Поражение Туше                             |                                            |                                            |                                            |

Уже во время Олимпийских игр Марио Группиони страдал от артрита ног и в 1939 году умер. 